# ألفرد إي. ستون
ألفرد إي. ستون (بالإنجليزية: Alfred E. Stone)‏ هو مهندس معماري أمريكي، ولد في 29 يوليو 1834 في إيست ماتشياس في الولايات المتحدة، وتوفي في 4 سبتمبر 1908 في بيتربورو في الولايات المتحدة.